# Krsto Radić
Fra Krsto Radić (Bogomolje, Hvar, 8. kolovoza 1897. – Barrio Vucetich, Buenos Aires, Argentina 8. kolovoza 1984.) bio je hrvatski katolički svećenik, franjevac i misionar u Argentini.

## Životopis
Imao je četiri brata i dvije sestre. 
Zaređen je za svećenika u Makarskoj 1921. godine, gdje je ujedno i slavio mladu misu. Boravio je neko vrijeme i u Beču. U Rimu je studirao orijentalnu teologiju.  
Pripadao je Franjevačkoj provinciji Presvetog Otkupitelja sa sjedištem u Splitu. Bio je župni pomoćnik i župnik u više župa, u Imotskom, Runovićima i Tučepima. 
Poslije Drugoga svjetskog rata stigao je u Argentinu i nakon određenoga vremena nastanio se u Roosveltu, nedaleko od Buenos Airesa. Njegovim zalaganjem jedno naselje (danas barrio, četvrt Buenos Airesa) nazvano je po Ivanu Vučetiću (Barrio Vucetich).
Dao je izgraditi kapelu posvećenu Majci Božjoj Bistričkoj u blizini Buenos Airesa, zajedno s rezidencijom i vjeronaučnom dvoranom, u kojoj je služio i svoje dijamantno misno slavlje. Danas u tom području redovnici kongregacije Lumen Dei vrše pastoralnu službu.